# Tove Lindbo Larsen
Tove Lindbo Larsen (* 25. Dezember 1928 in Kopenhagen; † 29. September 2018) war eine dänische Ministerin und Folketingsabgeordnete.

## Leben
1945 legte Larsen ihr Realeksamen ab und wurde danach Kontorauszubildende, aber wechselte dann in die Ausbildung zur Hauslehrerin. In den folgenden Jahren nutzte sie ihre Ausbildung zunächst als Hauslehrerin, danach als Lehrerin für Hospitalpersonal, einige Jahre arbeitete sie zusätzlich als Seminarlehrerin. In der Mitte der 1950er Jahre stieg sie in den sozialdemokratischen Organisationen auf. Zuerst wurde sie Vorstandsmitglied im Ortsverein in Frederiksberg, später in Valby und war von 1966 bis 1969 der Geschäftsleitung der Kopenhagener Sozialdemokraten. Unterstützt von ihrer Partei war sie Mitglied des FDB-Vorstands, zudem war sie Mitglied des Haushaltsrates von 1967 bis 1981.
1971 wurde Larsen ins Folketing gewählt. Dort war sie Mitglied des Grønlandsudvalget.
Am 20. Januar 1981 löste sie Jørgen Peder Hansen als Grönland- und Kirchenminister im Kabinett Jørgensen IV ab, dies blieb sie auch im Kabinett Jørgensen V. Am 10. September 1982 wurde sie von Tom Høyem im Grönland- und von Elsebeth Kock-Petersen im Kirchenministerium abgelöst.